# Samorząd zawodowy
Samorząd zawodowy – zrzeszenie osób wykonujących ten sam zawód i podlegających tożsamym normom właściwym tylko dla tego zawodu, powstałe w celu reprezentowania ich interesów.

## Samorząd zawodowy w Polsce
W Polsce określenie może oznaczać następujące organizacje samorządowe:
- najczęściej samorząd zawodu zaufania publicznego (inaczej samorząd zawodowy sensu stricto, w 2023 r. było ich siedemnaście) – zrzeszenie ogólnokrajowe, albo odrębne jednostki regionalne zrzeszone w krajowej reprezentacji, stanowiące korporacje prawa publicznego posiadające osobowość prawną powołane w drodze ustawy i sprawujące w imieniu państwa pieczę nad należytym wykonywaniem zawodu zaufania publicznego lub ich grupy, z obowiązkowym członkostwem każdej osoby wykonującej dany zawód
- samorząd zawodu służby publicznej – sześć ustawowych struktur środowiskowo-opiniodawczych powołanych dla niektórych urzędôw/organów/stanowisk w strukturach sądownictwa, prokuratury i Urzędu Patentowego RP (sędzia i asesor sądowy, prokurator i asesor prokuratury, referendarz sądowy, kurator sądowy, ekspert i asesor ekspercki Urzędu Patentowego Rzeczypospolitej Polskiej, oraz ławnik w sądzie powszechnym, Sądzie Najwyższym lub izbie morskiej) traktowanych jednocześnie jako zawody, formą i uprawnieniami przypominających bardziej samorząd załogi przedsiębiorstwa państwowego, tyle że ograniczony do określonego urzędu/organu/stanowiska traktowanego jednocześnie jako zawód
- samorząd zawodowy niektórych przedsiębiorców – w rzeczywistości będący rodzajem samorządu gospodarczego

Ponadto pewne cechy i uprawnienia samorządu zawodowego posiadają;
- samorząd gospodarczy rzemiosła – ze względu na szerokie uprawnienia w zakresie kształcenia zawodowego oraz wpisu na listę biegłych sądowych
- społeczno-zawodowe organizacje rolników, ze względu na obowiązek zrzeszenia kółek rolniczych oraz związków rolników, kółek i organizacji rolniczych w Krajowym Związku Rolników, Kółek i Organizacji Rolniczych, stanowienie przez Krajowy Związek z mocy ustawy naczelnej reprezentacji rolników indywidualnych oraz związku rewizyjnego dla zrzeszonych organizacji, a także pełnienie przez szereg rolniczych zrzeszeń branżowych lub ich związków funkcji związku hodowców w rozumieniu ustawy z dnia 10 grudnia 2020 r. o organizacji hodowli i rozrodzie zwierząt gospodarskich
- zrzeszenie publicznoprawne Polski Związek Łowiecki – ze względu na władzę wydawania i cofania uprawnień do wykonywania polowań, dokumentu potwierdzającego posiadanie kwalifikacji niezbędnych do ubiegania się o pozwolenie na broń do celów łowiectwa, prowadzenie sądownictwa łowieckiego, a także stanowienie przez oddziały okręgowe PZŁ organów rejestrowych dla kół łowieckich
- organizacje społeczne będące:
  - podmiotami uprawnionymi do prowadzenia ratownictwa wodnego – ze względu na samorządowy ustrój oraz władzę nadawania lub cofania ich członkom uprawnień ratownika wodnego
  - podmiotami uprawnionymi do prowadzenia ratownictwa górskiego – ze względu na samorządowy ustrój oraz władzę nadawania lub cofania ich członkom uprawnień ratownika górskiego
  - ochotniczymi strażami pożarnymi – ze względu na samorządowy ustrój oraz władzę nadawania lub cofania ich członkom uprawnień strażaka OSP
- polskie związki sportowe, Polski Komitet Olimpijski i Polski Komitet Paralimpijski – ze względu na samorządowy ustrój oraz władzę nadawania, zawieszania lub cofania w określonym sporcie lub ich grupie licencji zawodniczej, licencji trenera, dokumentu potwierdzającego posiadanie kwalifikacji niezbędnych do ubiegania się o pozwolenie na broń do celów sportowych, uprawnienia do wydawania patentów żeglarskich lub motorowodnych, pełnienia funkcji organu rejestrowego w odniesieniu do jachtów i innych jednostek pływających o długości do 24 m, a także uprawnienia związane z selekcją i prowadzeniem kadry narodowej.